# Biberkriege

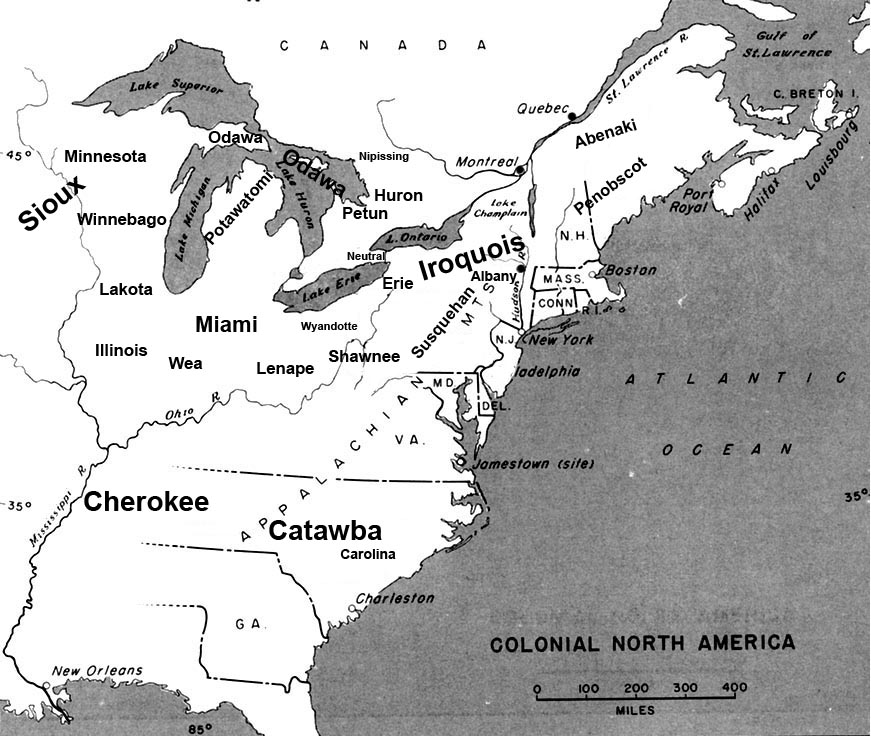
Karte der Stämme während der Biberkriege

Die Biberkriege, auch Franzosen- und Irokesenkriege genannt, waren eine ununterbrochene Folge von Konflikten, die zwischen 1640 und 1701 im östlichen Nordamerika zwischen der Konföderation der Irokesen und ihren mit Frankreich verbündeten Nachbarstämmen ausgetragen wurden. Die  Auseinandersetzungen unter den Stämmen wurden schon früher ausgetragen, aber 1609 war zum ersten Mal ein Europäer, Samuel de Champlain, beteiligt. Die Irokesen versuchten, ihr Territorium auf das Gebiet der benachbarten Stämme – hauptsächlich Algonkin – auszudehnen, um so als Mittler im Fellhandel zwischen den Franzosen und den westlichen Stämmen auftreten zu können. Die Niederländische Westindien-Kompanie war der Hauptabnehmer für die Biberpelze und gleichzeitig Waffenlieferant für die Irokesen.
Die Kriege waren auf beiden Seiten von extremer Brutalität geprägt und werden als eine der blutigsten Auseinandersetzungen in der Geschichte Nordamerikas betrachtet (zu nennen sei beispielsweise das Lachine-Massaker, als etwa 1500 Mohawk Krieger 375 Siedler in Lachine angriffen und 24 von ihnen töteten). Die Expansion der Irokesen unter der Führung des Mohawk-Stammes und die Vertreibung der unterlegenen Stämme veränderte die Stammesgeographie im gesamten Nordamerika.
Die Auseinandersetzungen endeten 1701 mit dem Großen Frieden von Montreal. Unter vielen anderen waren die Stämme der Shawnee, Delaware und Dakota betroffen. Nach dem Verlust ihrer niederländischen Handelspartner verebbte die Expansionslust der Irokesen.